# Psilocybe hispanica
Psilocybe hispanica es una especie de hongo de la familia Hymenogastraceae. Produce setas marrones pequeñas con sombreros de forma cónica a convexa de hasta 10 mm de diámetro y estípites de 16 a 25 mm de largo por 0.5 a 1 mm de grosor. Descrita por primera vez en 2000, solo se ha avistado en la cordillera de Pirineos entre España y Francia, donde crece en excrementos de caballo en prados de hierba en altitudes de 1700 a 2300 m. 
La seta contiene el compuesto psicotrópico psilocibina. La posible representación de esta especie en el arte rupestre de Selva Pascuala, datado de hace 6000 años, sugiere que puede haber sido utilizado en antiguos rituales religiosos —la evidencia más antigua de tal uso en la Europa prehistórica.

## Taxonomía
La especie fue descrita por el micólogo mexicano Gastón Guzmán en una publicación de 2000, basándose en los especímenes recogidos por Ignacio Seral Bozal cerca de Huesca en el norte de España en 1995. Psilocybe hispanica fue clasificado en la sección Semilanceata del género Psilocybe debido a sus esporas de pared gruesa y su basidiocarpo que se amorata al tocar. El epíteto concreto hispanica es el término en latín para "español".

## Descripción
El hongo tiene píleos de forma algo cónica a convexa y alcanza diámetros de 5 a 10 milímetros. Su superficie es lisa, entre algo pegajosa a seca, de marrón a amarillo pardusca. Las láminas son poco adnatas y de tono marrón-violáceo con bordes blanquecinos. El estípite es de 16 a 25 mm en longitud y de 0.5 a 1 mm en grosor, de forma cilíndrica ligeramente bulbosa en la base. Es de color blanquecino-amarillo, con tonos entre vináceos o verde-azulados a negros hacia la base. Los especímenes maduros no tienen un anillo en el estípite. La carne es blanquecina, pero como otros hongos psilocibios se torna azulada al herirlo.
Las esporas son elipsoides y miden 12–14.5 por 6.5–8 μm. Tienen una pared amarilla-pardusca de más de 1 μm de grosor y un ancho poro germinativo apical con un agudo apéndice hilar en la base (una región donde la espora era se sujeta al esterigma). El basidio (células que contienen las esporas en el himenio) es de cuatro esporas, hialino (traslúcido) y mide 32–44 por 8–12 μm. La pileipellis está formada por una capa de 130–150 μm grosor, con una hifa hialina de pared delgada gelatinizada de 1.5–4 μm de ancho. El hipodermio (la capa de tejido directamente bajo el pileipellis) está de pared delgada e hialina, 2.5–8 μm ancho, con un pigmento pardusco. Las fíbulas conectan con la hifa.

### Especies similares
Psilocybe semilanceata es aproximadamente similar en aspecto a P. hispanica, pero se pueden distinguir por su aspecto micenoide y su umbo agudo. A pesar de que el hábitat de ambas especies es similar, dándose ambas en praderas, P. semilanceata no crece directamente en excrementos sino que es una especie saprotrófica que crece en raíces muertas de hierba. P. fimetaria También se parece a P. hispanica, pero también tiene un aspecto micenoide con un anillo en la raíz. En términos de características microscópicas, P. fimetaria tiene un cistidio más grande que mide 20–32 por 4–8 μm. P. hispanica difiere de P. liniformans var. liniformans en que carece de un borde gelatinosos. P. liniformans var. americana tiene también un cistidio más grande, midiendo 22–33 por 5.5–9 μm y crece sólo en tierra alrededor de hierbas en el noroeste de EE. UU. y en Chile. Deconica coprophila (anteriormente llamada Psilocybe coprophila) es una seta pardusca pequeña que también crece en excrementos pero no contiene psilocibina y su estípite no es azul.

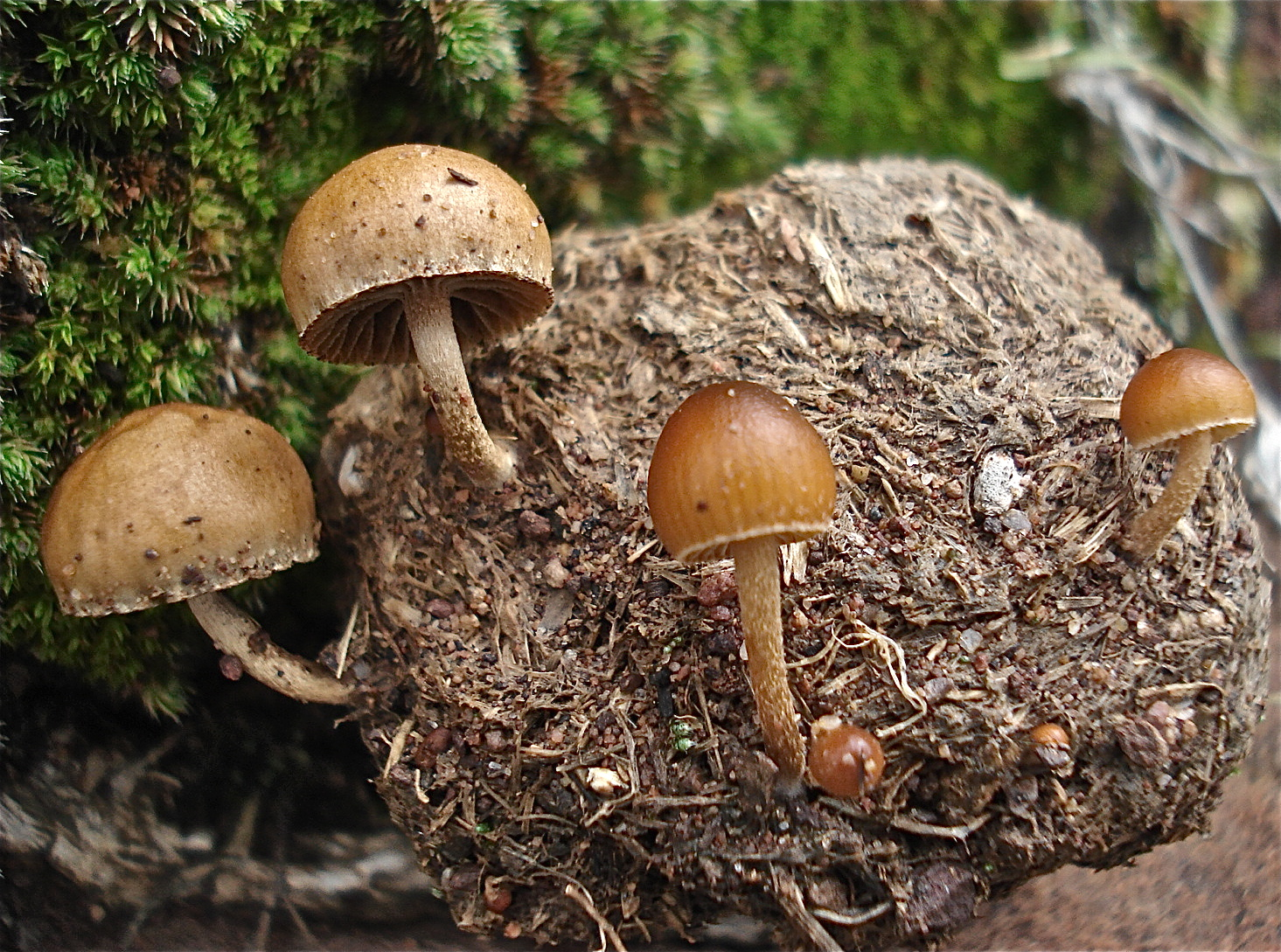
Deconica coprophila
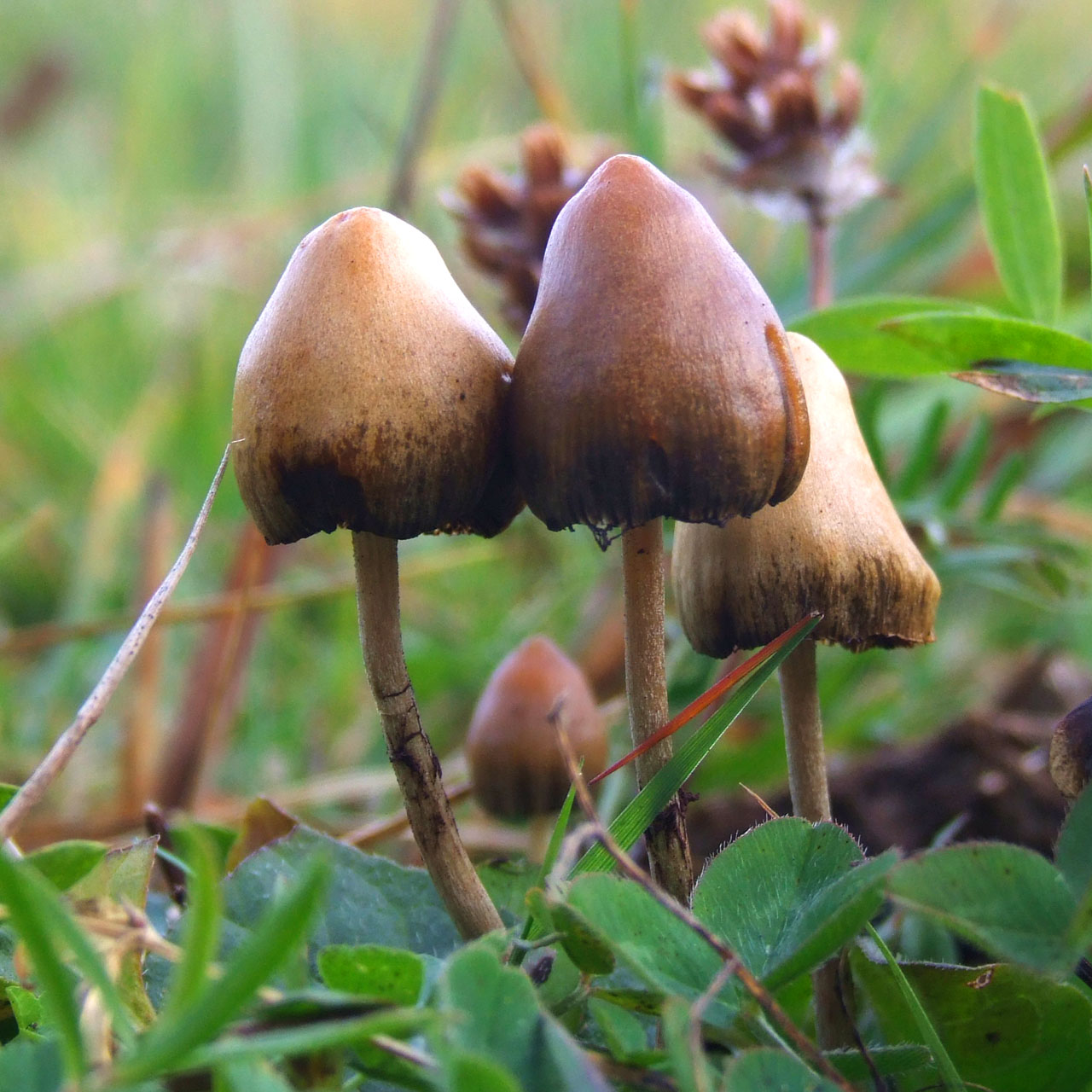
Psilocybe semilanceata

## Hábitat y distribución
Psilocybe hispanica es un hongo coprófilo. Sus cuerpos fructíferos crecen en excrementos de caballo, a veces en grupos de más de 25. En el informe original de Guzmán, se encontraron en un prado pirenaico en Aragón a una altitud de 2300 metros. En 2003, la especie fue avistada en Tramacastilla de Tena, un pueblo en los Pirineos; también se ha localizado "en la parte francesa de los Pirineos". Dentro de su gama restringida, la seta es "muy común" en altitudes de 1700 a 2300 m.

## Uso
La seta se consume recreativamente por sus efectos alucinógenos. No se trata de un caso aislado, pues también se han vinculado con este uso en España a las especies P. semilanceata y P. gallaeciae. Guzmán y Castro registran que un medallón del siglo XVII encontrado en el valle de Tena en los Pirineos tenía grabados de un diablo y setas. Las setas—posiblemente P. semilanceata o P. hispanica, según Guzmán y Castro—fueron usadas en brujería, una práctica común en el valle durante la Edad Media.
Se considera que el arte rupestre encontrado en Selva Pascuala, cerca de la ciudad española de Villar del Humo, muestra evidencias de que P. hispanica fue utilizado en rituales religiosos hace 6000 años. El abrigo rocoso de Selva Pascuala fue descubierto a comienzos del siglo XX. A principios del siglo XXI se notó que los objetos de uno de los muros, inicialmente descrito como "seta", compartía la morfología general de P. hispanica: El mural describe una fila de 13 objetos con apariencia de hongos con sombreros convexos o cónicos y estípites sin anillos rectos o sinuosos. Además, el mural muestra un toro lo que sugiere una asociación con un hongo coprófilo como P. hispanica. Si bien la especie halucinógena P. semilanceata también se encuentra en el área del mural, su forma difiere (por su umbo no cónico) y su hábitat normal es sobre el suelo en vez de en excrementos. Si la interpretación es correcta, el mural representa la evidencia más antigua del uso de hongos alucinógenos en Europa y el tercer caso en arte rupestre. El único hallazgo más antiguo es en Tassili n'Ajjer, en el desierto de Sáhara en el sureste de Argelia. En 1992, el etnobotánico italiano Giorgio Samorini descubrió un mural datado entre 7000 a 9000 a. C. con setas posteriormente identificadas como Psilocybe mairei, una especie autóctona de Argelia y Marruecos.